# Palais Broms
Le palais Broms (en suédois : Bromska palatset) est un édifice du quartier d'Östermalm à Stockholm en Suède,.

## Présentation
Le palais Broms est situé a l'adresse Narvavägen 26. La maison a été construite pour le consul Gustaf Emil Broms et sa famille entre 1898 et 1900 selon les plans des architectes Erik Lallerstedt et Ludwig Peterson. Depuis 1921, la propriété appartient à l'État français.
Le palais sert aujourd'hui de résidence à l'ambassadeur de France. 
La maison porte le label bleu du Musée municipal de Stockholm, ce qui signifie « que le bâtiment est considéré comme ayant des valeurs culturelles et historiques particulièrement élevées ».

## Architecture
Le bâtiment rappelle un palais de la Renaissance italienne.
Les travaux de construction du Palais Broms se sont déroulés de 1898 à 1900, sous la direction le maître d'œuvre E W Berggren et des architectes Erik Lallerstedt (1853-1930) et Ludvig Peterson (1864-1955). 
Au rez-de-chaussée fut construit un salon d’accueil, appelé de nos jours le « salon rouge », et d’un cabinet appelé aujourd’hui le « salon bleu » à partir duquel on descend vers le salon fleuri. La salle à manger est située côté jardin, A l’étage, se trouvaient les appartements de la famille.
Un bâtiment de deux étages, légèrement plus élevé, est entouré de bâtiments inférieurs d'un étage, couronnés d'une balustrade et, légèrement tirés vers la cour, d'une rangée de pinacles. 
Les façades sont enduites de plâtre lisse et colorées d'une couleur jaunâtre. 
À l'origine, le mur du bâtiment central le plus proche du toit était décoré  de sgraffites. 
Les pieds de ferme du toit dépassent d'environ 1,5 mètre de la façade et sont richement ornés. 
La gouttière en cuivre se termine dans les angles par une gargouille en cuivre. 
Grâce à une arcade dans l'aile sud, la rue est reliée à la cour intérieure.
Gustaf Broms mourut en 1903, mais son épouse continua à vivre dans le palais jusqu'en 1920. Le bâtiment fut acheté par l'État français en 1921 pour sa délégation en Suède. Depuis 1997, l'ambassade de France est située sur Kommendörsgatan, tandis que le palais Broms abrite la résidence de l'ambassadeur de France. Au fil des années, il a subi quelques changements ; entre autres, une porte a été élevée vers Narvavägen dans l'aile nord et une nouvelle aile a été érigée vers la limite nord de la parcelle.
Le bâtiment est considéré comme l'un des derniers palais privés de Stockholm, aux côtés du palais Hallwyl, du palais von Rosen et du palais Sager. 
Il est classé bleu par le Musée municipal de Stockholm, ce qui signifie que la valeur culturelle et historique du bâtiment correspond aux exigences de la loi sur l'environnement culturel en matière de construction de monuments.

## Galerie

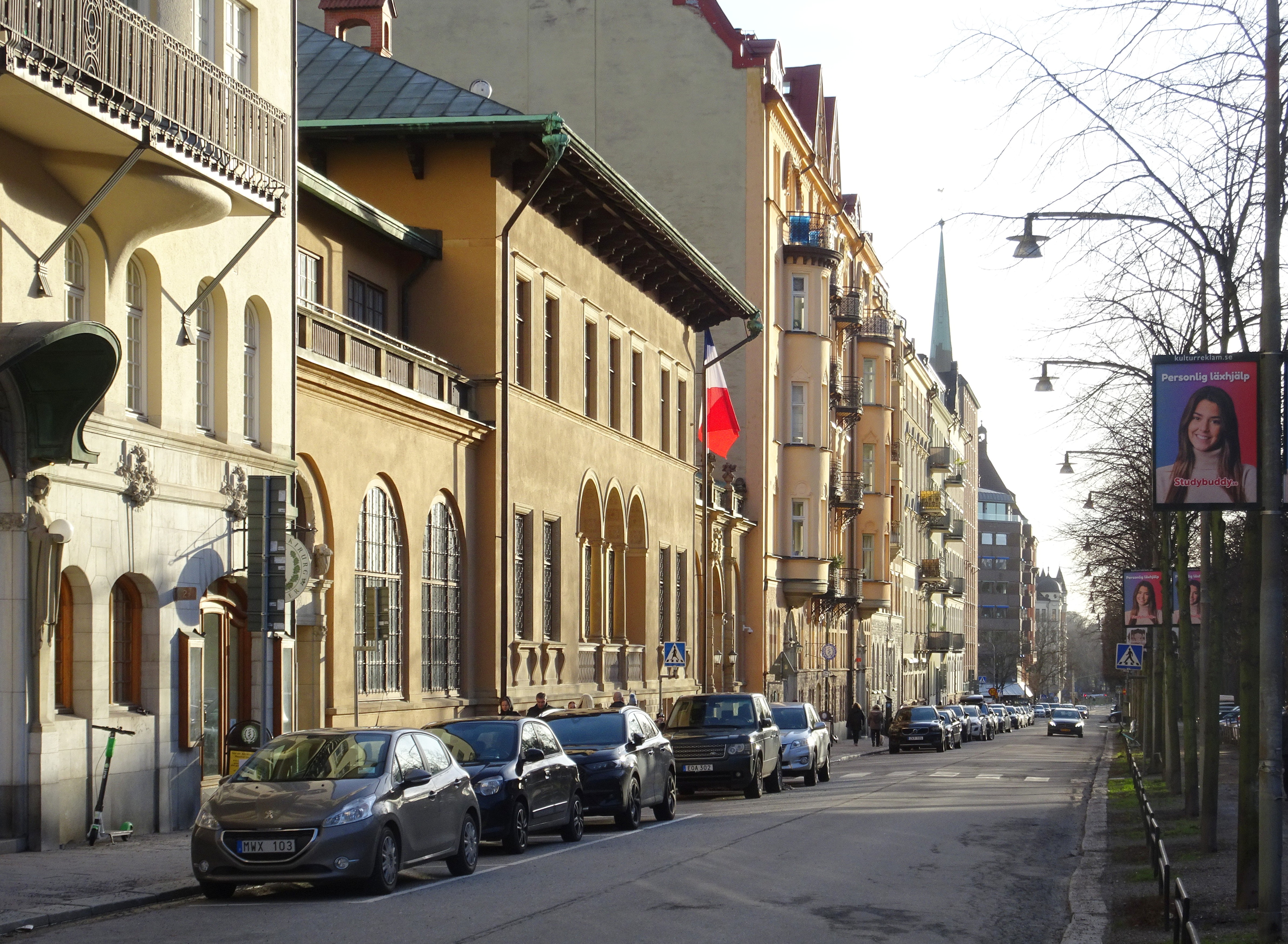
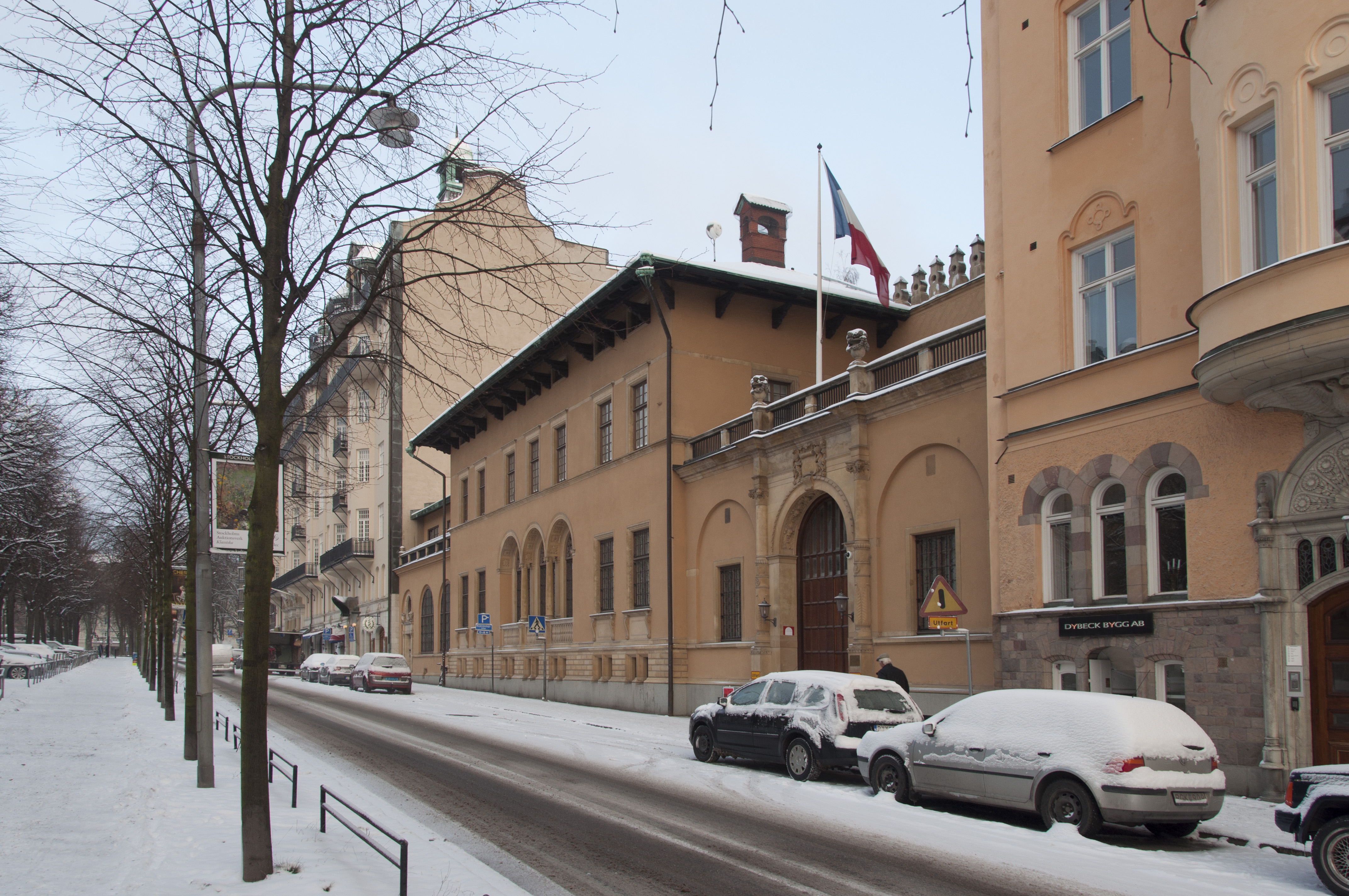
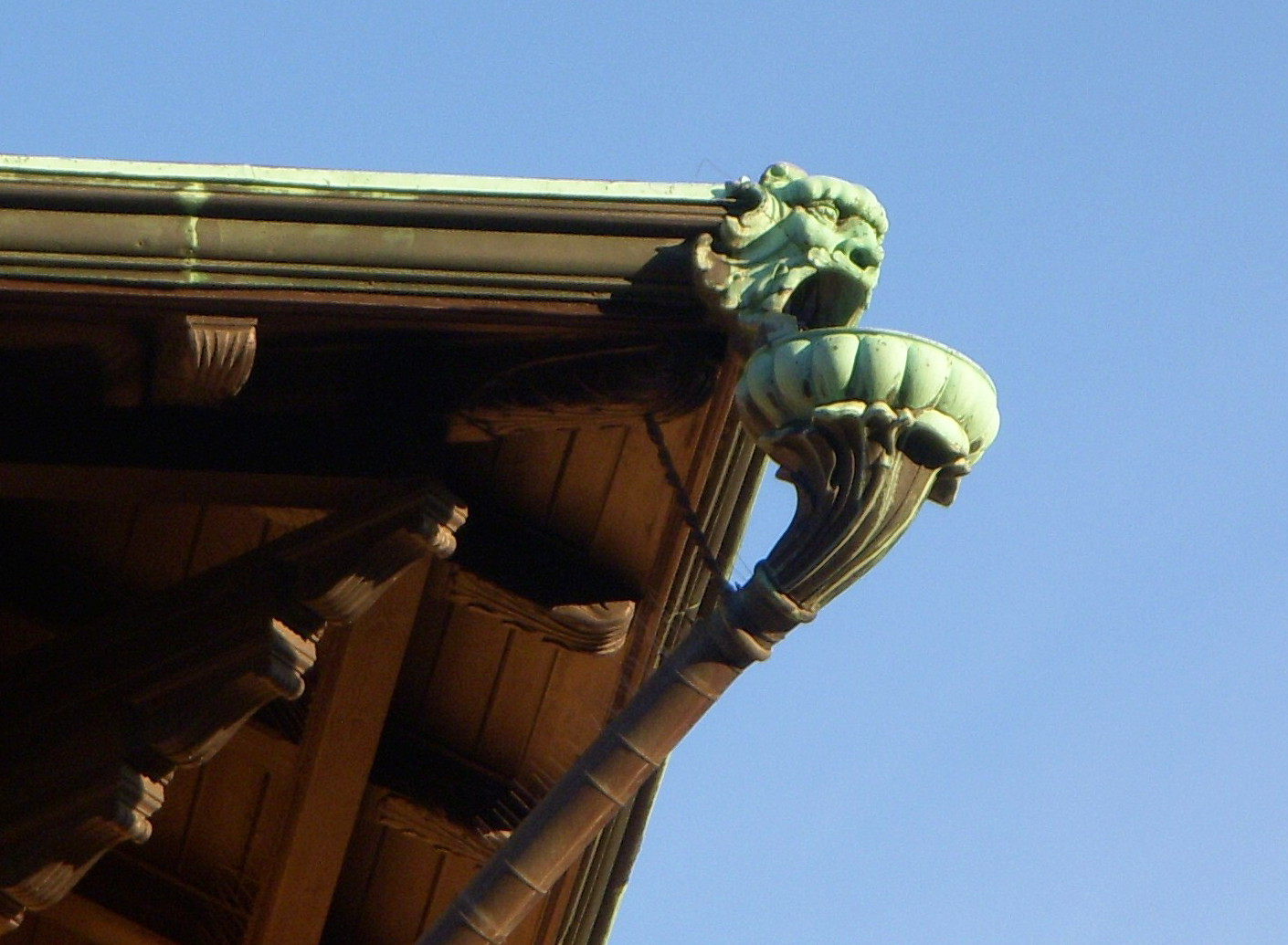
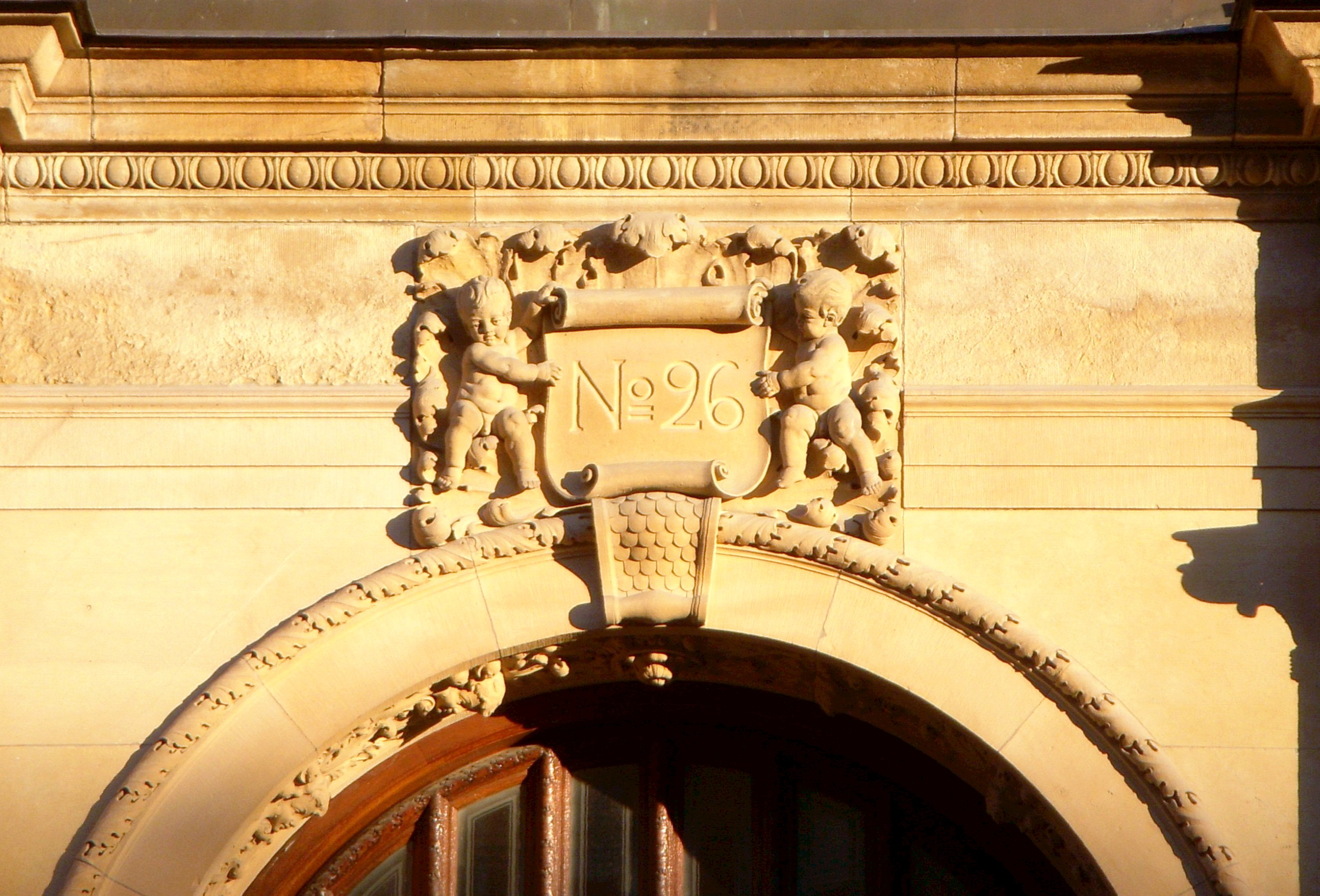

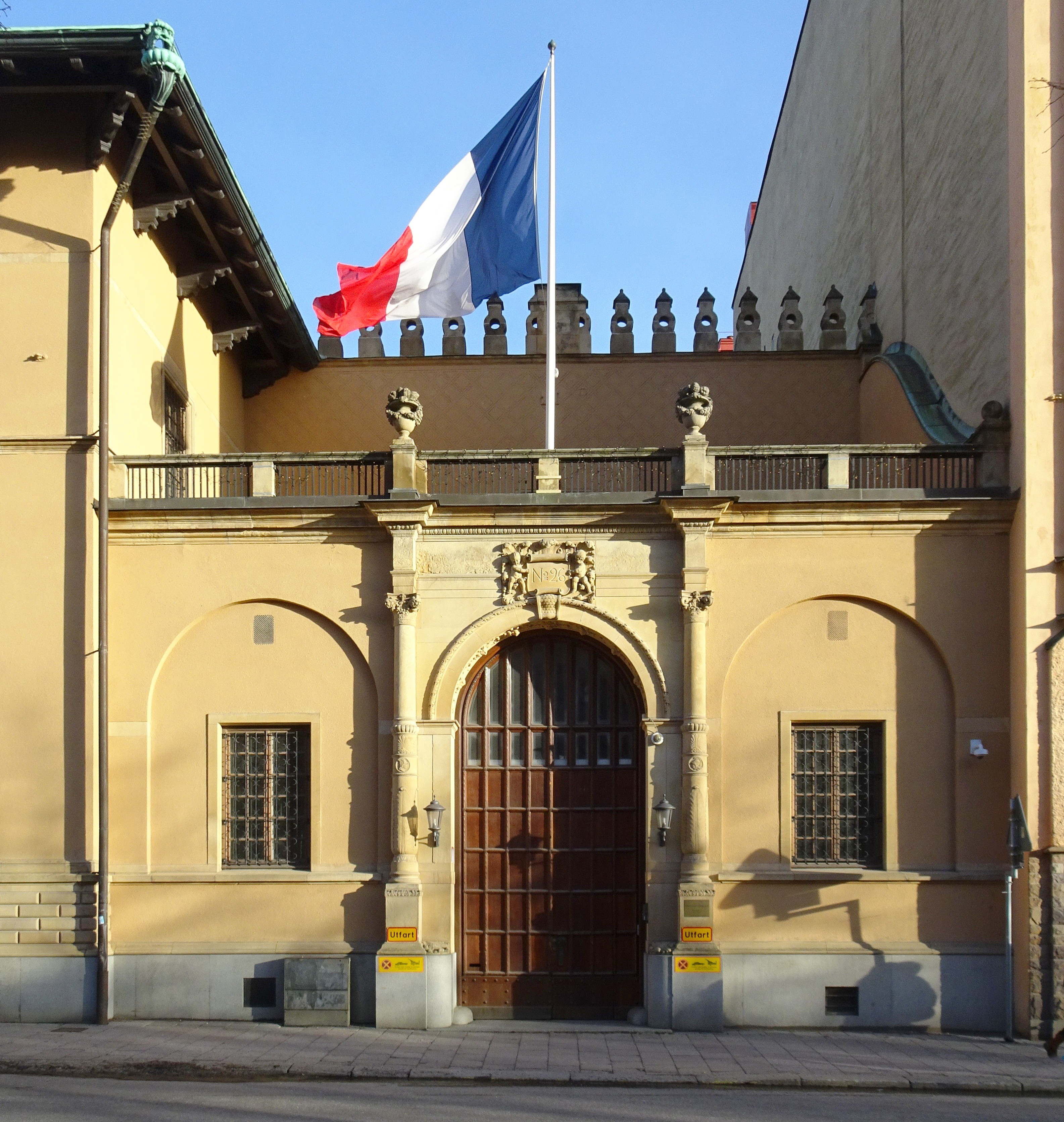
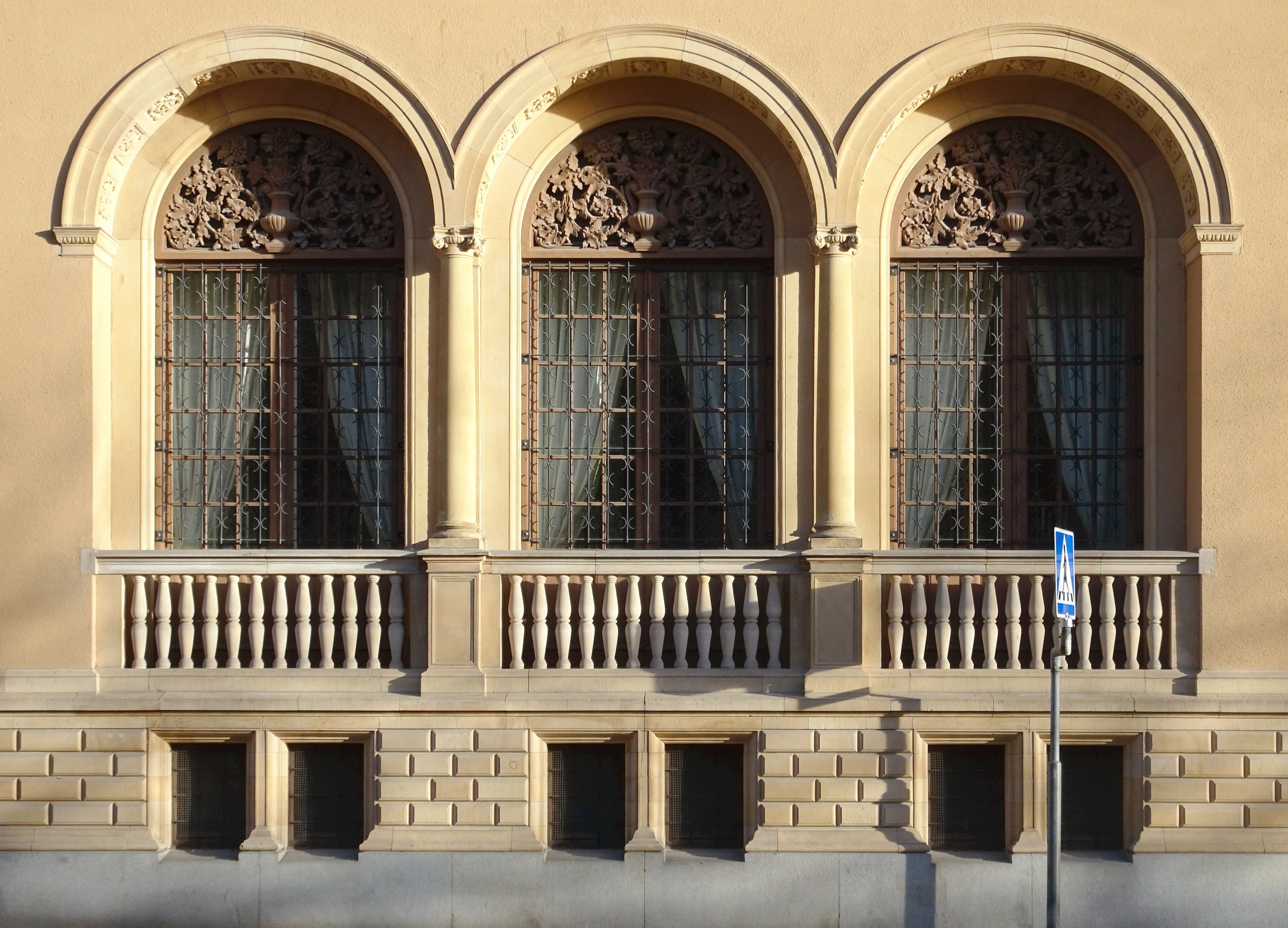
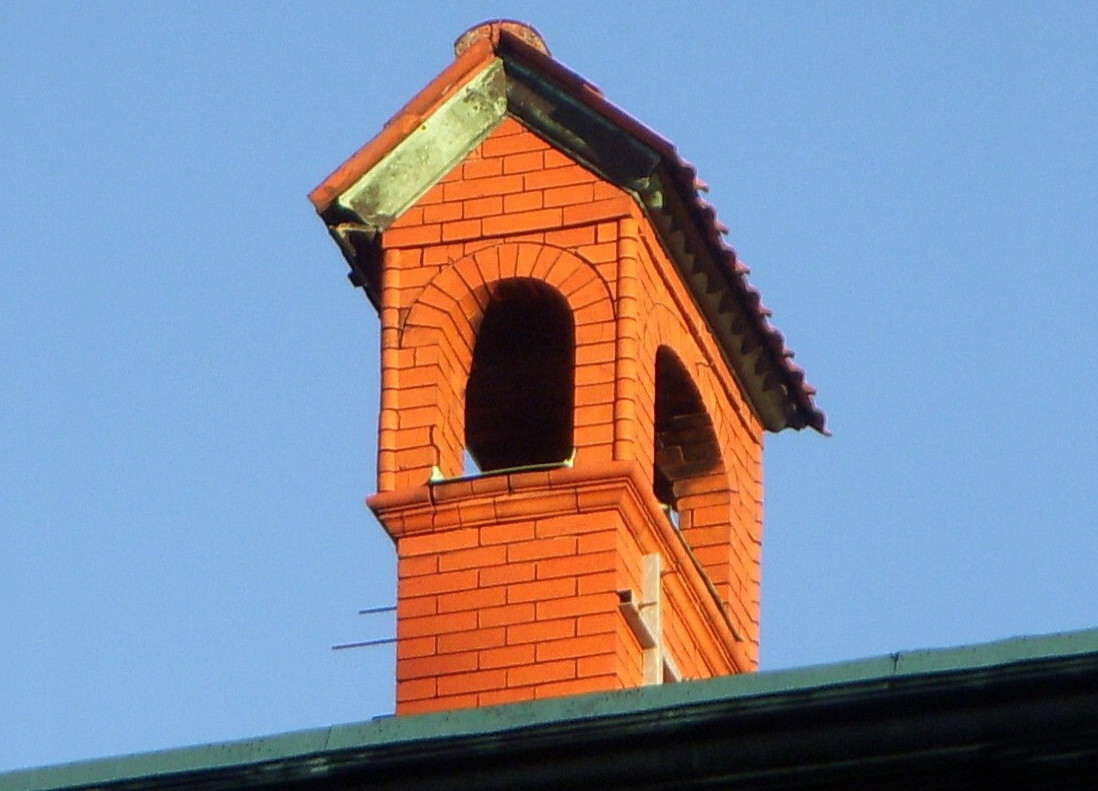
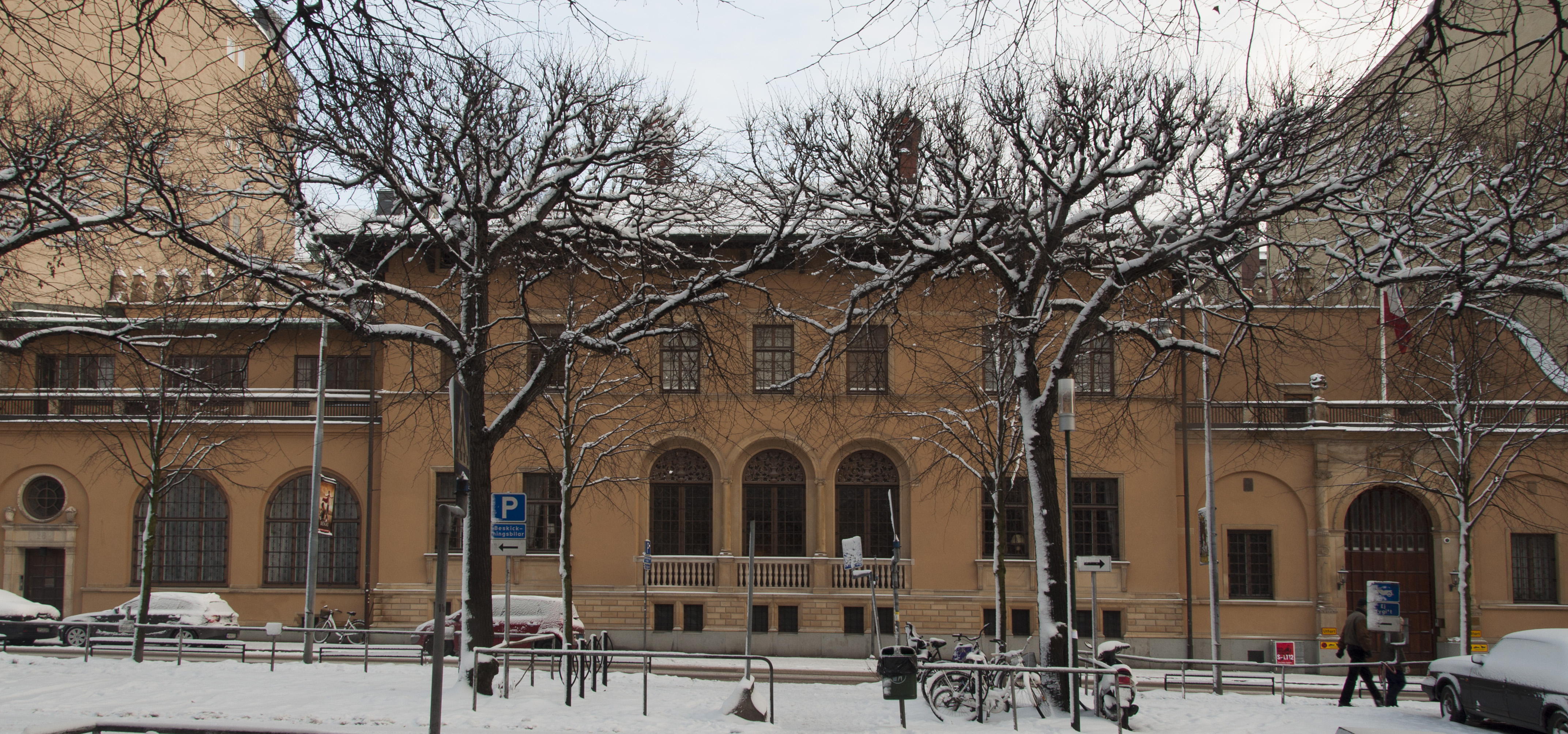